# Taeniopoda
Taeniopoda is een geslacht van rechtvleugeligen uit de familie Romaleidae. De wetenschappelijke naam van dit geslacht is voor het eerst geldig gepubliceerd in 1873 door Stål.

## Soorten
Het geslacht Taeniopoda omvat de volgende soorten:
- Taeniopoda auricornis Walker, 1870
- Taeniopoda bicristata Bruner, 1907
- Taeniopoda centurio Drury, 1770
- Taeniopoda citricornis Bruner, 1907
- Taeniopoda eques Burmeister, 1838
- Taeniopoda gutturosa Bolívar, 1901
- Taeniopoda obscura Bruner, 1907
- Taeniopoda picticornis Walker, 1870
- Taeniopoda reticulata Fabricius, 1781
- Taeniopoda stali Bruner, 1907
- Taeniopoda tamaulipensis Rehn, 1904
- Taeniopoda varipennis Rehn, 1905